# Australsk trappe
Australsk trappe (Ardeotis australis) er en fugleart, der lever i Australien og det sydlige Ny Guinea.